# Тріон
Тріон — збудження в напівпровіднику, зв'язаний стан екситона й зарядженої квазічастинки: електрона або дірки. Отже, до тріон може складатися або з двох електронів та дірки, або з двох дірок і електрона, й може бути як від'ємно, так і додатньо зарядженим. 
Тріон має спін 1/2 в основному синглетному стані й спін 3/2 у триплетному стані. Завдяки спіну енергетичні стани тріонів розщеплюються в магнітному полі, що відрізняє їх від екситонів. 
Особливого значення тріони набувають у наноструктурах. Відомо про наявність трионів, наприклад, у квантових точках, які можуть бути пастками носіїв заряду, а оптичне збудження таких наноструктур призводить до утворення тріонів. Також є підтверженя їх існування в нанотрубках.
Принаймні в нанотрубках типу Zigzag триони є ексимерними утворенями

## Виноски
1. ↑  S. A. Moskalenko та ін. (2000). Bose-Einstein condensation of excitons and biexcitons: and coherent nonlinear optics with excitons. Cambridge University Press. с. 140. ISBN 0-521-58099-4. {{cite book}}: Явне використання «та ін.» у: |author= (довідка)
2. ↑  Dieter Bimberg (2008). Semiconductor Nanostructures. Springer. с. 243—245. ISBN 3-540-77898-5.
3. ↑  
Matsunaga, R.; Matsuda, K.; Kanemitsu, Y. (2011). Observation of Charged Excitons in Hole-doped Carbon Nanotubes Using Photoluminescence and Absorption Spectroscopy. Phys. Rev. Lett. 106 (037404): 1. arXiv:1009.2297. doi:10.1103/PhysRevLett.106.037404.
4. ↑  
Marchenko, Sergey (2012). Stability of Trionic States in Zigzag Carbon Nanotubes. Ukr. J. Phys. 57 (10): 1055. arXiv:1211.5754.